# Cold Spring (Wisconsin)
Cold Spring è un comune degli Stati Uniti, situato in Wisconsin, nella Contea di Jefferson.